# Jiuzhaigou
Jiuzhaigou (chiń. upr. 九寨沟; chiń. trad. 九寨溝; pinyin Jiǔzhàigōu = Dolina Dziewięciu Palisad; tyb. གཟི་རྩ་སྡེ་དགུ།, Wylie: gzi rtsa sde dgu, ZWPY: Sicadêgu) – rezerwat przyrody w północnej części chińskiej prowincji Syczuan, w 1992 roku wpisany na listę światowego dziedzictwa UNESCO. 
Rezerwat charakteryzuje się scenerią górską – występują tu skaliste turnie, liczne wysokogórskie jeziora, wodospady i gęste lasy. Część doliny objęta jest ochroną w ramach Parku Narodowego Jiuzhaigou. Żyje tu kilka zagrożonych gatunków zwierząt, m.in. panda wielka. 
Na terenie doliny żyją na stałe niewielkie społeczności Tybetańczyków. Oprócz ich osad atrakcją regionu są także cz'oten – tybetańskie stupy oraz świątynia Zaru Shi.